# Kąty Goździejewskie Pierwsze
Kąty Goździejewskie Pierwsze – kolonia w Polsce położona w województwie mazowieckim, w powiecie mińskim, w gminie Dębe Wielkie.
Kolonia ma statu sołectwa.
W latach 1975–1998 miejscowość administracyjnie należała do województwa siedleckiego.
Spis powszechny w 2011 ustalił populację wsi na 232 osoby. Według danych przedstawionych przez władze gminne w 2020 było ich 270.
Wierni Kościoła rzymskokatolickiego należą do parafii św. Katarzyny w Pustelniku.